# Wat Phra That Lampang Luang
Wat Phra That Lampang Luang (język tajski: วัดพระธาตุลำปางหลวง) – świątynia buddyjska w stylu lannajskim, zbudowana pod koniec XV w. na miejscu dawniejszej twierdzy w pobliżu miasta Lampang w północnej Tajlandii.
Uniknęła zniszczenia podczas najazdu birmańskiego w 1736 roku. Słynie z XVI-wiecznych malowideł we wnętrzach i posągu Buddy Phra Keo Don Tao, wykonanego według tradycji z tego samego bloku jadeitu, co słynny tzw. Szmaragdowy Budda z Bangkoku. W centralnej czedi przechowuje się jako relikwię włos Buddy (słowo phra that w nazwie świątyni znaczy właśnie "relikwia").